# 托德斯圖爾岩
托德斯圖爾岩（英語：Toadstool Rocks）是南極洲的岩石，位於亞歷山大一世島東北岸，處於瑪格麗特灣西南部，海拔高度2.5米，現時由南極條約體系管理。